# Bombardement de Gênes (1941)
Pour les articles homonymes, voir Bombardement de Gênes.
Seconde Guerre mondiale
Batailles
Batailles et opérations des campagnes d'Afrique, du Moyen-Orient et de Méditerranée
- Guerre du Désert
- Campagne d'Afrique de l'Est
- Campagne d'Afrique du Nord
- Bataille de la Méditerranée
- Bombardements italiens de la Palestine mandataire
- Bombardement du Bahreïn
- Campagne du Gabon
- Campagne des Balkans
- Guerre anglo-irakienne
- Campagne de Syrie
- Résistance en Grèce
- Opérations en Yougoslavie
- Opérations anti-partisans en Croatie
- Invasion anglo-soviétique de l'Iran
- Bataille de Madagascar
- Offensive de Belgrade
- Campagne d'Italie
- Résistance en Macédoine

Front d'Europe de l'Ouest

Front d'Europe de l'Est

Bataille de l'Atlantique

Guerre du Pacifique

Guerre sino-japonaise

Théâtre américain
Le bombardement de Gênes aussi appelé opération Grog est une opération militaire britannique menée le 8 février 1941 contre les installations portuaires et l'arsenal de Gênes, La Spezia et Livourne.

## Contexte
À la fin du mois de janvier 1941, la force H britannique, commandée par l'Amiral Somerville, appareille et quitte la base de Gibraltar. Elle est composée du croiseur de bataille HMS Renown, du cuirassé HMS Malaya, du croiseur HMS Sheffield et de plusieurs destroyers. Sa mission : bombarder Gênes, détruire son port et ravager ses installations industrielles. Le porte-avions HMS Ark Royal l'accompagne, ses bombardiers devant attaquer la base navale de la Spezia et les usines de Livourne.

## Déroulement
Au matin du 9 février, la flotte britannique arrive devant Gênes ; elle n'a rencontré aucune opposition ni de la part de la marine ni de l'aviation italiennes. Le bombardement commence à 8 heures 15 et dure une heure et demie. Il inflige de terribles dommages tant au port qu'à l'arsenal. Quatre navires marchands italiens et un bateau-école sont coulés, 18 autres bâtiments marchands sont avariés. 144 personnes, principalement des civils sont tués. L'artillerie côtière et anti-aérienne italienne tente de répliquer, mais ses efforts sont totalement vains : seul un avion Swordfish de l'Ark Royal est abattu.
Le repli britannique s'effectue sans incident : la flotte italienne sortie pour intercepter les bâtiments ennemis ne les trouve pas ; quant aux avions, ils restent sur leurs bases.
Cette attaque, qui vise directement le territoire italien et qui fait suite au bombardement de la flotte italienne à Tarente en novembre 1940, suscite une forte émotion en Italie. C'est en effet la seconde fois que Gênes est attaquée quasi impunément en moins d'un an (la première attaque, survenue en juin 1940, avait été effectuée par la Marine nationale française dans le cadre de l'opération Vado) et nombreux sont ceux qui commencent à s'inquiéter de l'apparente inefficacité de la marine et de l'aviation, qui se révèlent l'une et l'autre totalement incapables de protéger le territoire national.